# Stadtbad (Chemnitz)

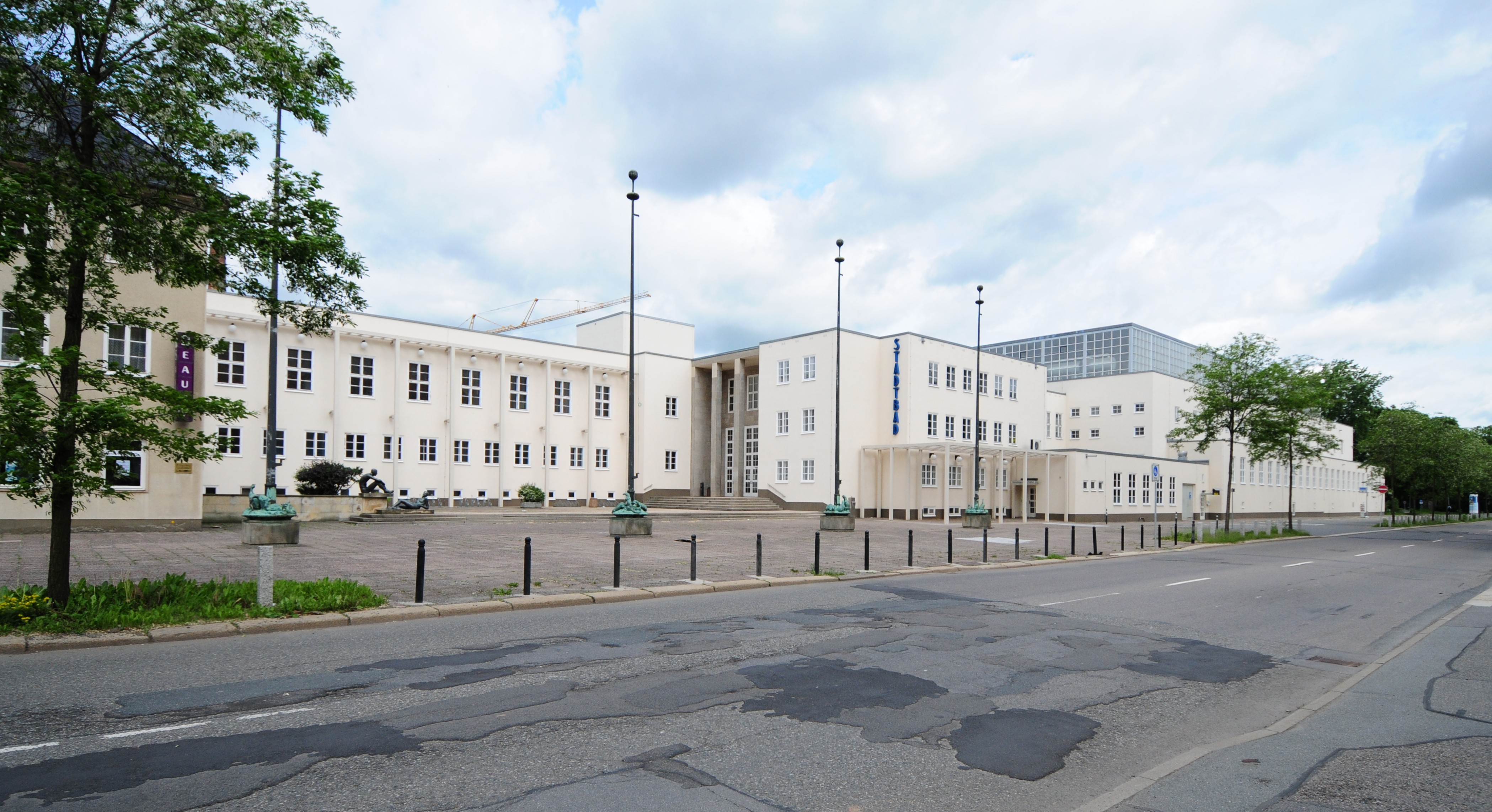
Das Stadtbad in Chemnitz (2013)

Das Stadtbad an der Mühlenstraße wurde 1925 vom Stadtbaudirektor Fred Otto im Stil des Neuen Bauens entworfen. Es sollte das 1866/1867 errichtete (1843 wird an anderer Stelle genannt) Hedwigbad an der damaligen Hedwigstraße ersetzen, das dem Bedarf der rasant gewachsenen Stadt Chemnitz nicht mehr gerecht wurde.
Mit dem ersten Spatenstich am 22. Mai 1929 begannen die Arbeiten zum Neubau des Stadtbades. Ins Stocken geriet der Bau von 1930 bis 1934 auf Grund der Turbulenzen der Weltwirtschaftskrise, sodass das Bad erst am 27. März 1935 in Anwesenheit des sächsischen NSDAP-Gauleiters Martin Mutschmann eröffnet werden konnte. Zu seiner Zeit gehörte es mit seinem 50 Meter langen Becken zu den größten und modernsten Hallenbädern Europas. 1983 wurde das Gebäude saniert. Für die gelungene Ausführung wurde der Architekt Karl-Heinz Barth im Jahr 1984 mit  dem Architekturpreis der Deutschen Demokratischen Republik und der Schinkel-Medaille des Bundes der Architekten der DDR ausgezeichnet.
Die figürliche Ausgestaltung des Stadtbades, zum Beispiel die Fahnensockel mit den Wassertiergruppen am Eingangsbereich, ist ein Werk von Bruno Ziegler.
Bei der Flut 2002 wurden das Untergeschoss des Stadtbades überflutet.
Im August 2010 wurde das Bad nach einer längeren Umbauphase wiedereröffnet. Die Renovierung konzentrierte sich dabei jedoch hauptsächlich auf die sanitären Anlagen, da das Bad wegen der Auflagen des Denkmalschutzes kaum verändert werden darf. Kurz darauf lief der Keller mit den Technischen Anlagen bei der Hochwasserflut 2010 voll und das Bad musste für die nötigen Reparaturen wieder für einige Monate schließen.
Auch bei der Hochwasserflut 2013 wurden die technischen Anlagen im Keller des Bades wieder in Mitleidenschaft gezogen, sodass das Bad für einige Monate schließen musste.

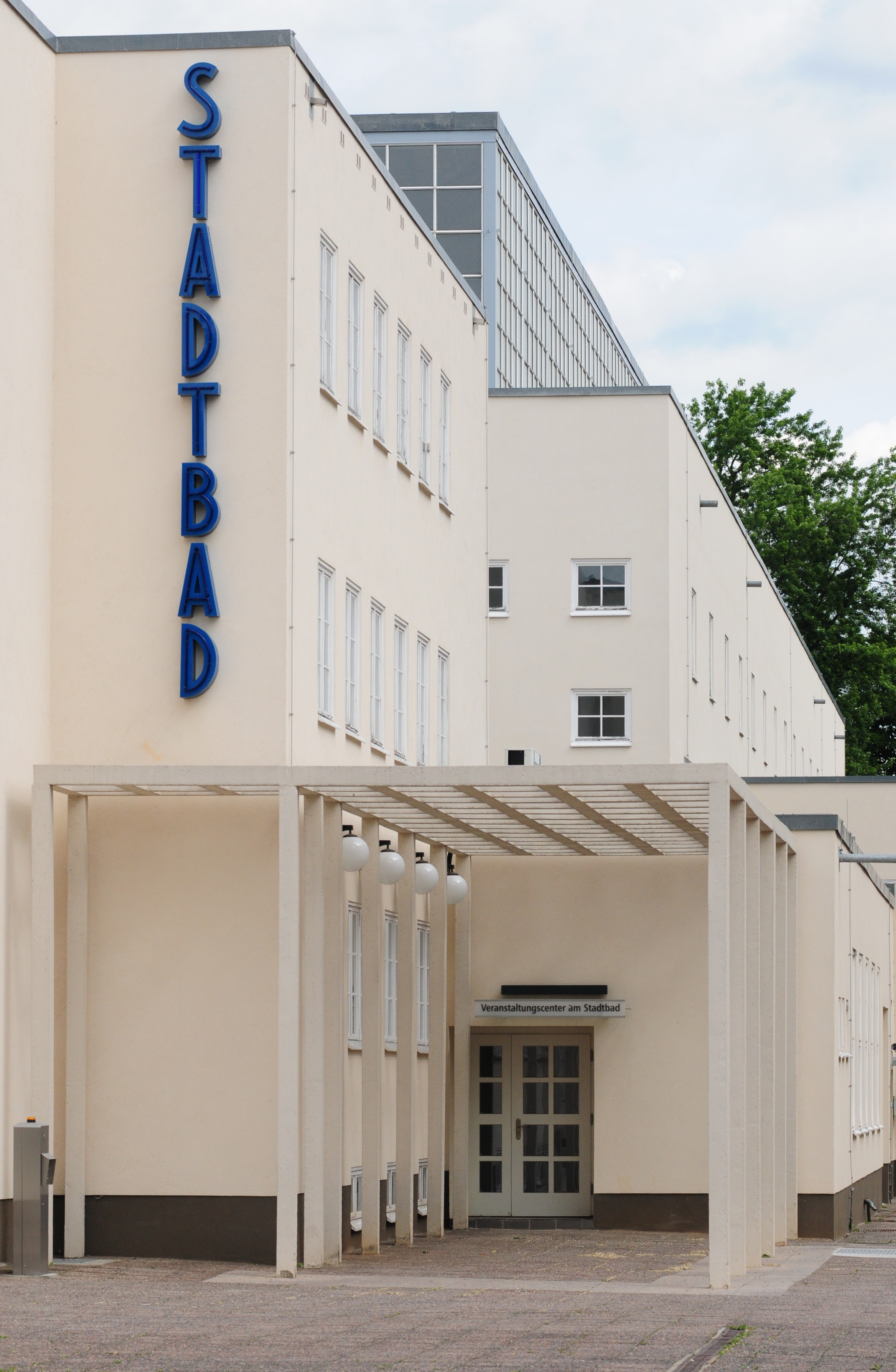
Gebäudedetail (2013)
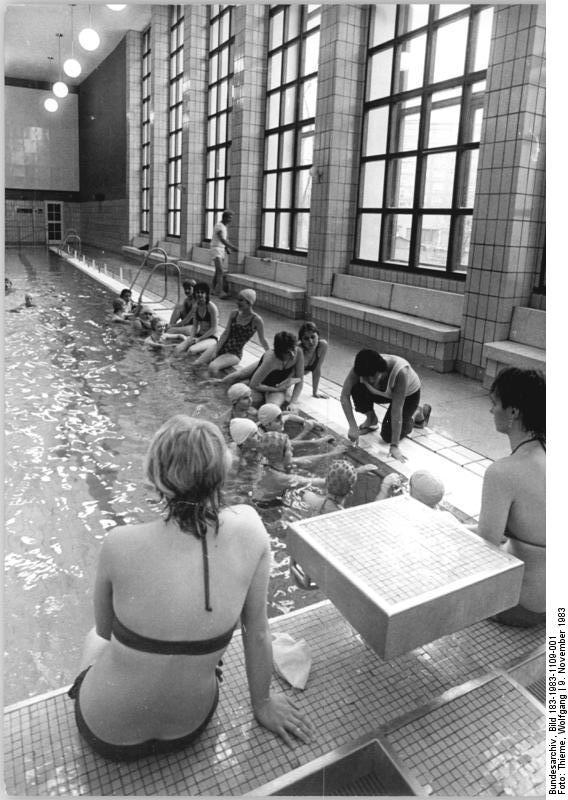
25-m-Halle des Stadtbades (1983)
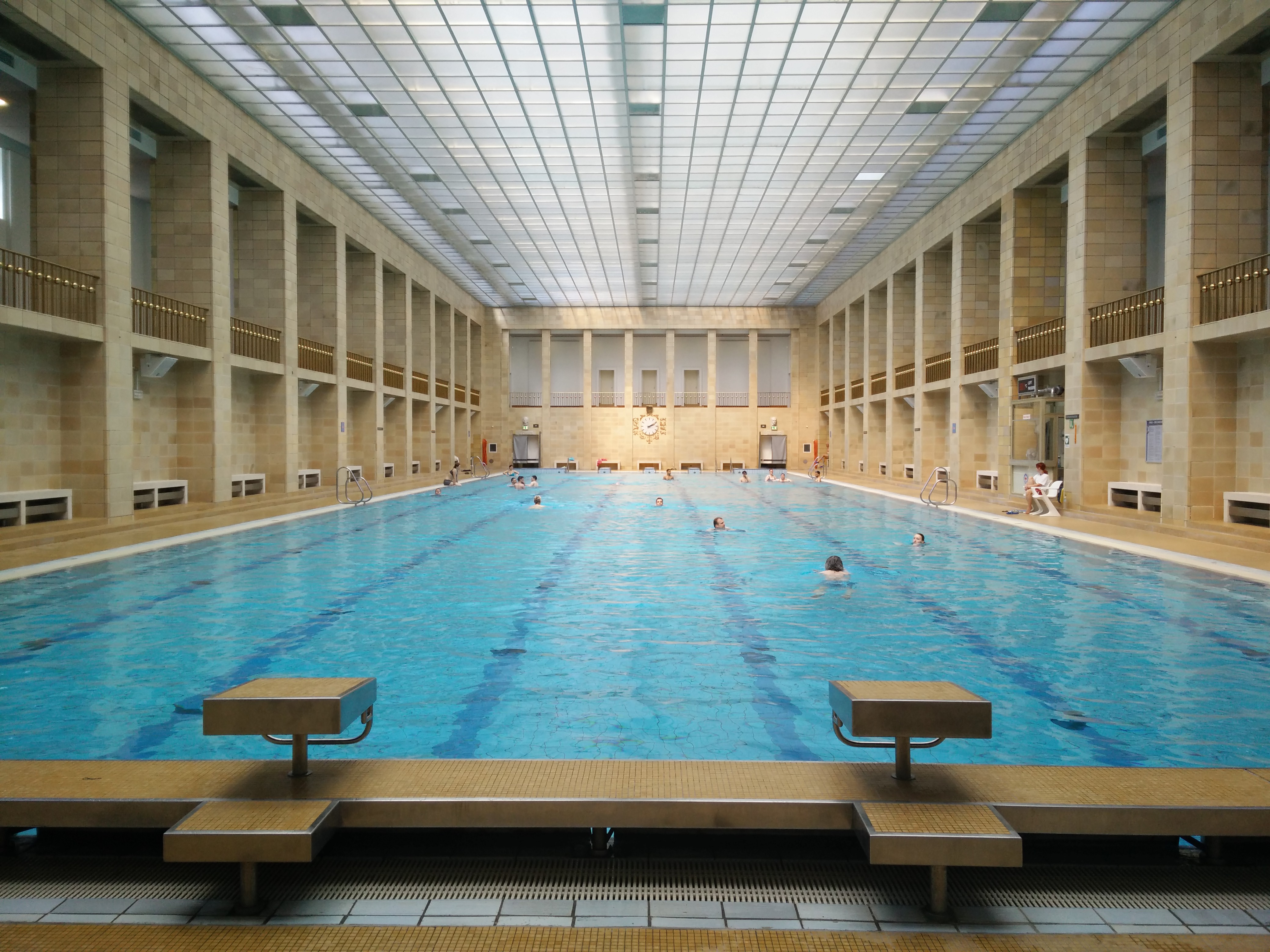
Schwimmhalle (2015)